# Баунтовский сиг
Баунтовский сиг (лат. Coregonus baunti) — вид пресноводных рыба из семейства лососёвых. Первоначально был описан как подвид сибирской ряпушки (Coregonus sardinella baunti Mukhomediyarov).
Отличается от других представителей семейства лососёвых меньшими размерами и местом обитания. 
Обитает в озёрах Забайкальского края (Баунт, Доронг, Капылюши), а также в бассейне реки Ципа.

## Описание
Основу рациона баунтовского сига, в отличие от обыкновенного сига, составляет зоопланктон, которым рыба питается на прогретом мелководье, этому способствует строение рта сига. Несмотря на преобладание корма, содержащегося в воде, 20 процентов рациона сига составляют личинки насекомых и амфиподы, обитающие на дне водоёма. При ловле баунтовского сига, рыболовы часто используют эту особенность питания, применяя нахлыстовые снасти. Популярны мушки, имитирующие насекомых, обитающих вблизи местных озёр и рек.

### Нерестовый период
Для сига свойственно весеннее икрометание, проходящее в апреле-мае. Места нереста — песчаные косы и прогреваемые открытые участки водоёмов, свалы глубин. Икра, оказавшись на песчаном дне, медленно развивается до состояния личинки, приспособленной к самостоятельному питанию. Способный к воспроизводству сиг становится на 2—3 году жизни. Самки откладывают небольшое количество икры: 350—4000 штук, хотя средним значением считается 2000 икринок.
После нереста, баунтовский сиг восстанавливает силы и кормится. Активно питается баунтовский сиг лучше вечером, на прогретых прибрежных участках. Днём держится недалеко от дна водоёма, в открытой его части. Рыболовам стоит помнить — численность баунтовского сига мала и несмотря на раннее наступление половой зрелости, способности к быстрому воспроизводству ограничены.

## Кулинарная ценность
Несмотря на малые размеры, ценность рыбы высока. В военные и послевоенные годы баунтовский сиг являлся объектом промысла в забайкальских озёрах, пока не стал малочисленным. Хорош сиг в жарке на сковороде, гриле и варёном виде. Мясо, средней жирности, костей мало. Мясо сига содержит витамины A и D, которые стимулируют функции зрения и формирование костного аппарата. Витамин PP, содержащийся в мясе, хорошо влияет на работу надпочечников, щитовидной железы и репродуктивной системы. Бульон из сига считался средством восстановления иммунитета после продолжительных болезней. Содержащиеся в мясе рыбы кислоты омега-3 ускоряют выздоровление больных с различными формами истощения.